# Laelaspoides
Laelaspoides es un género de ácaros perteneciente a la familia  Laelapidae.

## Especies
- Laelapsoides dentatus (Halbert, 1920)
- Laelaspoides ordwayae Eickwort, 1966